# Neolichnia gallardoi
Neolichnia gallardoi är en skalbaggsart som beskrevs av Gutierrez 1943. Neolichnia gallardoi ingår i släktet Neolichnia och familjen Glaphyridae. Inga underarter finns listade i Catalogue of Life.